# دوغلاس براند
دوغلاس براند (مواليد 28 أبريل 1951) هو عالم إجرام بريطاني وضابط شرطة متقاعد كُلف بالمساعدة في إنشاء الشرطة العراقية التي شُكِّلَت حديثًا في أعقاب غزو العراق عام 2003.

## مسيرته كشرطي
قضى براند 34 عامًا كضابط شرطة، منها أكثر من 20 عامًا قضاها في الخدمة في شرطة العاصمة. أثناء وجوده في شرطة العاصمة، كان براند حاضرًا في أعمال شغب بريكستون وأعمال شغب ضريبة الاقتراع في أواخر الثمانينيات وأوائل التسعينيات. بلغت مسيرته المهنية في شرطة العاصمة ذروتها عندما ترأس مركز تدريب النظام العام التابع للقوة. بعد انتقاله إلى شرطة جنوب يوركشاير عند تعيينه رئيسًا للمفتشين، قدم شراكة الشرطة مع الوكالات الرئيسية التي أدت إلى أن تصبح مدينة شيفيلد إحصائيًا المدينة الأكثر أمانًا في إنجلترا بحلول عام 2000. http://news.bbc.co.uk/1/hi/uk/839096.stm كان آخر منصب لبراند في الشرطة البريطانية هو نائب رئيس شرطة جنوب يوركشاير.

## العراق
في يوليو 2003، كان براند أحد ضابطي شرطة بريطانيين أُرسلا إلى العراق من أجل بناء وتقديم المشورة لقوات الشرطة العراقية التي شُكِّلت حديثًا في أعقاب غزو العراق عام 2003 من قِبل قوات التحالف. عُيِّن براند مستشارًا رئيسيًا للشرطة في وزارة الداخلية العراقية. أفادت التقارير في أواخر عام 2003 أن مجموعة من الموالين للرئيس العراقي المخلوع صدام حسين وضعوا مكافأة على رأس براند. وفي حديثه عن قراره بقبول المنصب، قال براند "أين يمكنك تصميم قوة شرطة وطنية وتصميم وزارة داخلية وتوجيه رئيس شرطة؟" ووصف الوظيفة بأنها "واحدة من أفضل الوظائف التي شغلتها على الإطلاق". مُنح براند وسام الإمبراطورية البريطانية (OBE) في عام 2004 لخدماته في العراق.
في 11 يونيو 2010، استؤنفت لجنة التحقيق في العراق، وهي لجنة تحقيق بريطانية مستقلة، بقيادة السير جون تشيلكوت، في غزو العراق وتداعياته، بعد تعليق عملها لإجراء الانتخابات العامة، وعيّنت اللجنة براند كأحد الشهود الذين ستتحدث إليهم. وفي شهادته أمام اللجنة، ذكر براند أن المسؤولين البريطانيين والأمريكيين تجاهلوا متطلبات الشرطة، واصفًا أهداف التجنيد المحددة للشرطة العراقية بأنها "غير واقعية نظرًا للوضع الفوضوي في البلاد" ومدعيًا أن قوة الشرطة لم يكن لديها "أساس سليم" أبدًا.

## تعليم
جمع براند بين دراسته وعمله بدوام كامل. حصل على درجة البكالوريوس من كلية بيركبيك بجامعة لندن، ثم حصل على درجة الماجستير في علم الإجرام التطبيقي من جامعة كامبريدج. ثم أكمل درجة الدكتوراه في الفلسفة في ديسمبر 2023 من مركز علم الإجرام بجامعة أكسفورد.

## الحياة الشخصية
براند متزوج ولديه ثلاثة أطفال. أثناء وجوده في العراق، يبلغ طول براند 206 سنتيمتر (6 قدم 9 بوصة)، وحصل على لقب "برج لندن" بسبب طوله المميز. يعمل براند حاليًا كمستشار فني للمفتش العام لدائرة الشرطة الوطنية في كينيا.